# Octodecàedre
Un octodecàedre, octodecaedre, octakaidecàedre o octakaidecaedre és un políedre que té divuit cares. Cap octodecàedre és regular.
En química, «l'octàedre» es refereix normalment a l'estructura específica amb simetria C2v, l'icosàedre d'arestes contretes, format a partir d'un icosàedre regular amb una aresta contreta. És la forma de l'ió closo-boranat [B11H11]2−.
Hi ha 107.854.282.197.058 octodecàedres convexos topològicament diferents, excloent les imatges de mirall, que tenen almenys 11 vèrtexs.

## Exemples
Els octodecàedres més familiars són la piràmide heptadecagonal, el prisma hexadecagonal i l'antiprisma octagonal. El prisma hexadecagonal i l'antiprisma octagonal són políedres uniformes, amb bases regulars i costats quadrats o triangulars equilàters. Quatre octodecàedres més es troben entre els sòlids de Johnson: la girobicúpula quadrada, l'ortobicúpula quadrada, la cúpula quadrada allargada i l'esfenomegacorona. Quatre sòlids de Johnson tenen duals octodecaèdrics: l'ortobicúpula triangular allargada, la girobicúpula triangular allargada, la bicúpula triangular giroallargada i l'hebesfenorotonda triangular.
| Antiprisma octagonal | Girobicúpula quadrada | Esfenomegacorona | Bipiràmide hexagonal allargada |

Addicionalment, alguns políedres estelats uniformes també són octodecàedres:
| Antiprisma octagràmic | Antiprisma creuat octagràmic | Petit rombihexàedre | Petit dodecahemidodecàedre | Gran rombihexàedre | Gran dodecahemidodecàedre |